# Fabian Hambüchen
Fabian Hambüchen (født 25. oktober 1987 i Bergisch Gladbach) er en tysk tidligere gymnast, der opnåede både at blive europa- og verdensmester samt olympisk mester. 
Fabian Hambüchen stammer fra en sporsfamilie, hvor hans far dyrkede gymnastik og hans mor atletik, og han begyndte selv at dyrke gymnastik som fireårig. Fra 1999 stillede han op i nationale turneringer. Sin første internationale succes opnåede han, da han som 14-årig blev junioreuropamester i barre i 2002. Snart efter blev han en del af det tyske seniorlandshold.
I 2004 blev han junioreuropamester i øvelser på gulv, reck og spring over hest, og samme år var han for første gang med til OL, der foregik i Athen. Han stillede op i alle discipliner og det bedste resultat blev en syvendeplads i reck, mens han sammen med sine holdkammerater opnåede en ottendeplads i holdkampen. Han var den yngste på det tyske gymnastikhold ved disse lege.
Han vandt sin første internationale seniortitel i 2005, hvor han blev europamester i reck. To år senere tog han studentereksamen og genvandt EM-titlen i reck, mens han vandt sølv i mangekamp. I 2007 vandt han (som den yngste nogensinde) VM-guld i sin favoritdisciplin, reck, mens han vandt sølv i mangekamp og bronze i holdkampen.  Samme år blev han valgt som årets tyske mandlige sportsudøver. Han var nu på toppen af sin karriere og vandt en række EM- og VM-medaljer de følgende år.
Ved OL 2008 i Beijing stillede han igen op i alle gymnastikdisciplinerne. Resultaterne var generelt bedre end ved de foregående lege, og han opnåede fem topti-placeringer. En af disse indbragte ham den første OL-medalje, da han i reck efter at have ligget bedst efter kvalifikationsrunden med 16.200 point måtte nøjes med 15.875 point og bronze, hvilket blev overgået af kinesiske Zou Kai med 16.200, hvilket indbragte ham guldet, mens amerikaneren Jonathan Horton med 16.175 point overraskende vandt sølv.
Ved OL 2012 i London stillede han igen op i de fleste discipliner, men han nåede denne gang kun to placeringer i topti. Bedst gik det igen i recken, hvor han efter en fjerdeplads i kvalifikationen i finalen scorede 16.400 point, hvilket forbedrede hans placering fra forrige OL til en sølvmedalje efter vinderen, hollænderen Epke Zonderland, med 16.533 point, mens guldvinderen fra Beijing, Zou Kai blev nummer tre med 16.366 point.
Hans sidste OL blev i 2016 i Rio de Janeiro, hvor han begrænsede sig til at stille op i to individuelle discipliner og holdkonkurrencen. Størst håb havde han endnu engang i reck, og han vandt da også kvalifikationen med 15.533 point. I finalen opnåede han 15.766 point, mens en af hans store konkurrenter, guldvinderen fra London, Epke Zonderland, kiksede sin øvelse og sluttede som nummer syv. I stedet var amerikaneren Danell Leyva tættest på at true Hambüchen og opnåede sølv med 15.500 point, mens briten Nile Wilson med 15.466 point blev nummer tre. Hambüchen nåede dermed omsider OL-guldet i sit fjerde forsøg.
Han blev for OL-guldet valgt til årets mandlige sportsudøver i Tyskland for anden gang. OL-konkurrencen blev hans sidste som elitegymnast. Ud over de tre OL-medaljer vandt han i alt ni VM-medaljer (en guld, to sølv og seks bronze) samt elleve EM-medaljer (seks guld, to sølv og tre bronze).